# فيليكس باريخا
فيليكس باريخا Felix Maria Pareja (1890 – 1983 م) هو مستشرق يسوعيّ إسباني.

## آثاره
- كتاب عام عن الإسلام بعنوان Islamologia «إسلاميات» (بالاشتراك).
- رسالته للدكتوراه من جامعة مدريد المركزية و موضوعها رسالة أندلسية في علم الشطرنج، وقد نشرها تحت عنوان: El libro ajedrez (Kitab al xatranj. 2 vols. Madrid, 1935.
- كتاب عن التصوف الإسلامي بعنوان: Espiritualidad Musulmana, Barcelona. S.d.

كما عمل على إنشاء «اتحاد أوروبي للباحثين في الدراسات العربية والإسلامية» Union Europèenne d'Arabisants et Islamisants.